# Giano Pelusio
Giovanni Pelusio, detto Giano (Crotone, 1520 – Roma, 10 febbraio 1600), è stato un presbitero, umanista, poeta, politico e pedagogista italiano.
È conosciuto soprattutto per aver pubblicato versi latini indirizzati a Bernardino Telesio, Giovanni Grasso, Francesco Vitale, ecc; inoltre fu molto amico di Berardino Rota, Paolo Manuzio, Giovanni Battista Accursio e del cardinale Guglielmo Sirleto.

## Biografia
(Francesco Russo, Scritti storici calabresi)
Nato a Crotone nel 1520 da Nicolò Pelusio e Angela Messala, ebbe un'infanzia assai tranquilla e agiata. Intraprese inizialmente gli studi a Cosenza insieme a Giovanni Paolo Cesario di Castiglione Cosentino, e poi a San Pietro in Galatina, dove si pensò vi fosse andato per apprendere la lingua greca. Sinceramente vocato, vestì l'abito di chierichetto e si trasferì a Roma, dove continuò i suoi studi, e divenendo così sacerdote.
Su richiesta del cardinale Sirleto, venne inviato a Parma (dove rimarrà per molti anni) quale precettore di Ranuccio e Odoardo Farnese. In quel periodo, però, dovette anche sostenere delle serrate polemiche letterarie con gli intellettuali dell'epoca: un esempio su tutti è quello di Ireneo Affò, famoso storico dell'arte e critico letterario, il quale osò definire Pelusio un «attaccabrighe, sempre in lite con i colleghi letterali di quel tempo». Fece poi ritorno a Roma, dove riprese con maggior intensità i suoi studi.
Morì a Roma il 10 febbraio 1600 e venne seppellito nella chiesa romana di Sant'Eusebio.

## Opere
- (LA) Giano Pelusio, Ad Proceres Christianos cohortatio, Neapoli, Apud Io. de Boy, 1567. URL consultato il 31 maggio 2019.
- (LA) Giano Pelusio, Oratio habita in nuptijs illustrissimi comitis Renati Borromaei, Parmae, Apud Seth Viothum, 1579. URL consultato il 31 maggio 2019.
- (LA)  Lusum Farrago, Parma, 1591.
- (LA)  Pro militibus adversus Juris consultos, Parma, 1582.
- (LA)  Neniarum liber primus, Roma, 1593.
- (LA) Giano Pelusio, Caroli Emanuelis serenissimi Sabaudiae ducis, Subalpinorumque principis, et augustiss. Catherinae Austriacae Philippi ... Hispaniarum regis filiae Epithalamion, Placentiae, Ex officina Io. Bazachij, 1585. URL consultato il 31 maggio 2019.
- (LA) Giano Pelusio, Coluthi Tebaei Helenae raptus. Iano Pelusio Crotoniata interprete, dedicato a Ranuccio Farnese, Parmae, Typis Erasmi Viothi, 1592. URL consultato il 31 maggio 2019.
- (LA) Giano Pelusio, Tryphiodori Aegyptii grammatici, & poetae, Ilij excidium. Iano Pelusio Crotoniata interprete, Parmae, Typis Erasmi Viothi, 1592. URL consultato il 31 maggio 2019.
- (LA) Giano Pelusio, Iani Pelusii Crotoniatae Odarum libri duo, Parmae, Typis Erasmi Viothi, 1592. URL consultato il 31 maggio 2019.